# Keoni Ana ʻOpio
Keoni Ana ʻOpio (Kawaihae, 12. ožujka 1810. - Honolulu, Havaji, 18. srpnja 1857.), znan i kao John Kaleipaihala Young II., bio je havajski plemić i političar, ujak kraljice Eme.

## Biografija

### Rođenje i obitelj
Keoni je rođen 12. ožujka 1810. godine u Kawaihaeu. Njegov je otac bio kraljev savjetnik John Young, a majka plemkinja visokog roda Kaōanāeha.
On je bio brat Jane Lahilahi Young Kaʻeo, Fanny Kekelaokalani i Grace Kamaʻikuʻi Young Rooke te polubrat Jamesa Younga Kānehoe i Roberta Younga.

### Incident i politika
Keoni Ana je odrastao uz princa koji je poslije postao kralj Kamehameha III. Bili su veoma dobri prijatelji, ali je Keoni spavao s njegovom ženom Kalamom, pa je Keoni bio osuđen na smrt.
Kraljica Kalākua Kaheiheimālie posredovala je za Keonija, pa mu je kralj oprostio i poštedio ga.
Štoviše, Keoni je postao Kuhina Nui (važna politička pozicija) i kraljevski guverner Mauija.

### Brakovi
Keoni je oženio Juliju Alapaʻi Kauwaʻu, ali nisu imali djece. On ju je jako volio, ali je oženio i Hikoni te ʻUlumaheihei.
Usprkos brakovima nije imao djece pa je usvojio svojeg nećaka Petera Younga Kaʻea Kekuaokalanija.

### Smrt
Keoni Ana je umro 18. srpnja 1857. u Honoluluu na otoku Oahuu.